# Биллингс, Корнелиус
Корнелиус Кингсли Гаррисон Биллингс (17 сентября 1861, Саратога-Спрингс, Нью-Йорк — 6 мая 1937, Санта-Барбара, Калифорния) — американский промышленник, филантроп, коллекционер произведений искусства, известный конезаводчик и спортсмен. Биллингс посвятил значительную часть своего времени и денег продвижению беговых скачек.

## Биография
Биллингс родился 17 сентября 1861 года в Саратоге, штат Нью-Йорк, в семье Альберта М. Биллингса, уроженца штата Вермонт, и Августы С. Биллингс-Фарнсворт. Его детство прошло в Чикаго, Иллинойс, куда семья переехала, когда ему было три года. После окончания Racine College в Висконсине, в возрасте 17 лет в 1879 году он начал свою карьеру в газовой компании People’s Gas Light and Coke Company, которым руководил его отец. Став президентом фирмы в 1887 году, Биллингс провёл ряд слияний газовых компаний с 1895 по 1910 годы, объединив 12 предприятий в одну компанию. В 1901 году стал председателем совета директоров, оставаясь на этой должности до 1911 года.
В 1885 году Корнелиус женился на Бланш Э. Маклиш, дочь которой Эндрю Маклиш была одним из основателей чикагского универмага Carson, Pirie, Scott and Company. У пары родилось двое детей: сын Альберт Мерритт Биллингс, умерший в 1926 году, память которого увековечила мемориальная больница имени Биллингсов в Чикаго, и дочь, вышедшая замуж за Хэлстеда Ван дер Пула.
Будучи членом различных общественных организаций, включая Чикагский атлетический клуб, Западную парковую комиссию и правление Всемирной выставки 1893 года, Биллингс активно участвовал в общественной жизни города.

### Лошади
У Биллингса было около 75 скаковых лошадей. Позже он приобрёл обширное поместье в Верхнем Манхэттене, где ныне расположен парк Форт-Трайон, построив там конюшню площадью 25 тысяч квадратных футов стоимостью 200 тысяч долларов. Конюшня имела длину 250 футов и ширину 125 футов, два этажа, многочисленные башни и купола, 22 бокса и девять обычных стойл, тренировочный круг диаметром 75 футов, помещения для кормов, сеновал и хранилище зерна вместимостью 5 тыс. бушелей. Внутри были гимнастический зал, кузница, комната трофеев, где выставлялись награды Биллинга, выигранные им на любительских соревнованиях, и две пятикомнатные жилые квартиры. Интерьер конюшни был выполнен из дуба и сосны Джорджии. Для отопления использовались паровое отопление, электричество и горячая вода, обеспечиваемые собственной динамо-машиной. Здесь работало примерно двадцать пять сотрудников.
Рядом с конюшней располагался гостевой дом на 14 комнат с наблюдательной башней высотой 80 футов.
Поместье находилось рядом с ипподромом Харлем-Спироуэй, предназначенным исключительно для тренировок лошадей и прогулок богатых нью-йоркцев. Дорога позднее была замощена и стала частью современной магистрали Харлем-Ривер-Драйв.
В 1903 году, когда строительство конюшни завершилось, Биллингс являлся видным членом Жокейского клуба и совладельцем Джамайка Рэйс Кросс в Куинсе.

### Ужин верхом на лошадях

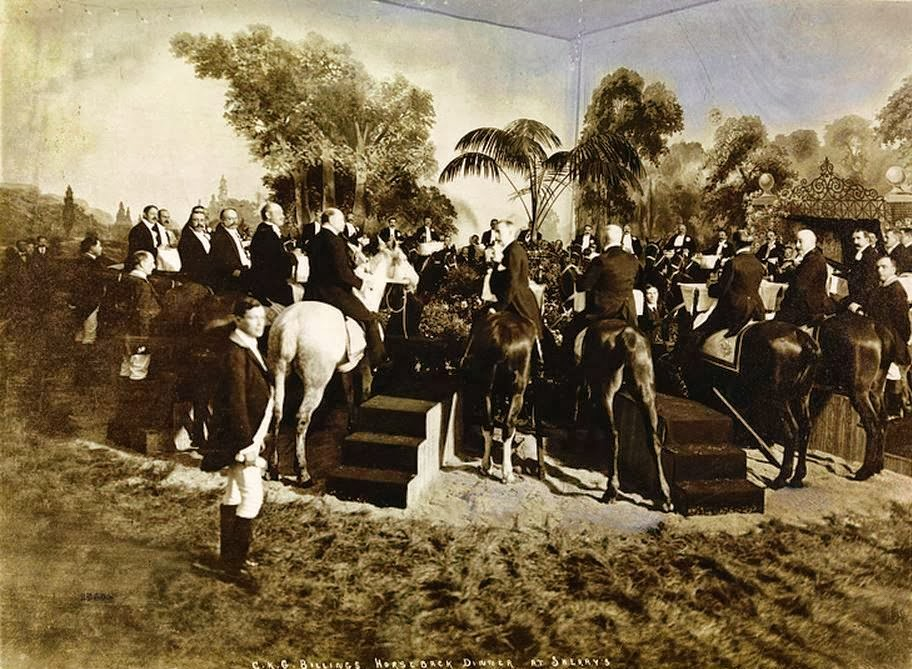
Ужин верхом на лошадях

29 марта 1903 года, чтобы отпраздновать завершение строительства своей конюшни и избрание главой Нью-Йоркского конного клуба, Биллингс устроил ужин для 36 членов клуба в ресторане. Изначально предполагалось провести мероприятие в самой конюшне, однако, опасаясь внимания журналистов, Биллингс решил перенести ужин в ресторан Луи Шерри на пересечении Пятой авеню и 44-й улицы. Зал ресторана был украшен декорациями английского загородного дома, пол покрыт травой, гости сидели верхом на 32 лошадях, арендованных у близлежащих академий верховой езды. Специальные серебряные подносы крепились к седлам, а шампанское подавали через резиновые трубки, соединённые с бутылками во фляжках. Официанты, одетые в костюмы грумов, обслуживали гостей, каждому гостю прислуживал специально наряженный грум. Вечером появились огромные корыта с овсом, предназначенные для лошадей. Стоимость ужина составила 50 тысяч долларов (эквивалентно 1,7 млн долларов в 2024 году), включая услуги фотографа, документировавшего событие.
Два дня спустя, 31 марта 1903 года, Биллингс официально открыл новую конюшню ланчем для членов конного клуба и других богачей и высокопоставленных лиц, большинство из которых приехали туда верхом или поездом.
В ноябре 1905 года, всего через два года после завершения строительства конюшни, Биллингс продал своих лошадей на аукционе в Мэдисон-сквер-гарден, оставив себе лишь трёх животных плюс одного, исключённого из продажи из-за хромоты. Продажа принесла ему 46 270 долларов, максимальная цена за лошадь достигла 10 500 долларов.

## Имения

### «Трайон-Холл»

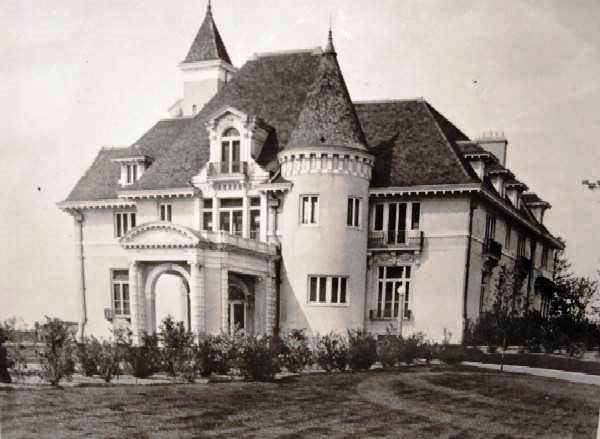
«Трайон-Холл»

Семья Биллингсов жила в особняке, спроектированном архитектором Гаем Лоуллом. Особняк, выполненный в стиле Людовика XIV, окружал внутренний дворик с фонтаном. Дизайн ландшафта создал Чарльз Даунинг Лей. Дом получил название «Трайон-Холл», поскольку ранее здесь находилась крепость Форт-Трайон, названная в честь Уильяма Трайона, последнего губернатора английской колонии Нью-Йорка. Расположенное на одной из наивысших точек острова Манхэттен, здание возвышалось над Гудзонским заливом и оттуда открывался панорамный вид на реку и окрестности.
Кроме жилого дома, имение включало казино с бассейном, кортом для игры в сквош и боулингом, используемые для развлечений, просторные конюшни и территорию для тренировки лошадей. Неподалеку стоял яхт-клуб Биллинга, на якоре находился его роскошный корабль, 76-метровая яхта Vanadis, построенная в 1908 году.

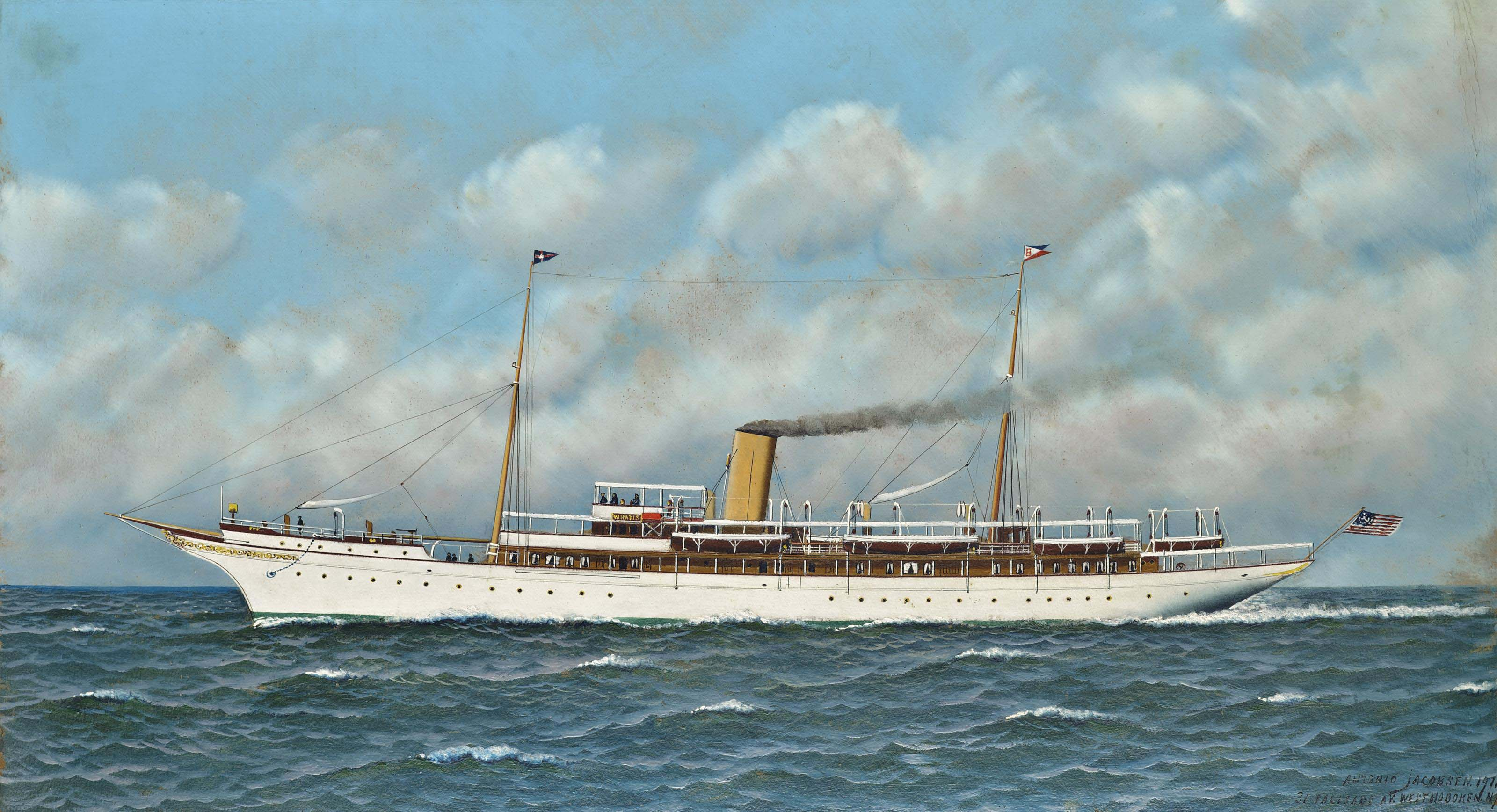
Яхта Vanadis 2

К воротам огромного владения вела дорога, проект которой осуществляла фирма Buchman & Fox. Чтобы создать подъездную дорогу, пришлось убрать гранитную стену высотой 100 футов, образовавшую природный уступ между дорогой и домом. Гранит использовался как строительный материал для арочного моста, поддерживающего въезд. Проект дороги занял больше года и стоил 250 тысяч долларов, увеличив общую стоимость поместья до двух миллионов долларов.
Дворцовая аркада, известная как «Аркада Биллингса», сохранилась до наших дней в парке Форт-Трайон вместе с участком бывшей дороги, ныне используемым пешеходами. Часть сохранившихся построек используется администрацией парка. Самостоятельная входная группа ворот была отреставрирована в 2020 году.
Биллингс продал имение «Трайон-Холл» в 1917 году Джону Рокфеллеру-младшему, который собирался объединить участок с соседними владениями Хейза и Шефера для создания городского парка, спроектированного братьями Олмстедами. Первоначально планировалось снести усадьбу, но вмешательство общественности предотвратило этот сценарий. Во время Первой мировой войны Рокфеллер предложил правительству США использовать здание в качестве госпиталя, выделив средства на реконструкцию, однако эта идея не реализовалась. Усадьба позже сдавалась в аренду предпринимателю Николя Партосу, занимающемуся производством лекарств, пока здание не сгорело в марте 1926 года.

### «Фарнсворт»
Покинув «Трайон-Холл», Биллингс переехал в другое большое имение под названием «Фарнсворт», расположенное в Локаст-Вэлли, Лонг-Айленд, Нью-Йорк. Оно также было построено архитектором Гаем Лоуллом, на сей раз в стиле Георгианского возрождения, а ландшафтные работы выполнялись дизайнером Эндрю Робесоном Сарджентом из Бостона. Несмотря на английский стиль в архитектуре здания, оно имело центральное патио, характерное для итальянских вилл. Дворец имел 11 спален с девятью ваннами и 19 комнат для слуг с четырьмя ванными комнатами. Внутреннее убранство отличалось дорогими материалами и предметами интерьера общей стоимостью 1,55 миллиона долларов (по курсу 1915 года).
Несмотря на величие и комфорт, Биллингс недолго оставался владельцем этого имения, решив продать недвижимость перед переездом в Калифорнию ввиду ухудшения здоровья.
Как и раньше, его судно «Ванадис» стояло неподалеку, пока летом 1915 года случайно не столкнулось с пароходом «Банкер Хилл», в результате чего погибли два пассажира. Уже осенью того же года Биллингс продал яхту Мортону Планту. В 1924 году он заказал вторую яхту такого же размера, которую назвал «Ванадис». Впоследствии яхта сменила владельца и получила новое имя «Леди Хаттон», в честь новой владелице, актрисы Барбары Хаттон, теперь пришвартована в Стокгольме и служит плавучим отелем «Мёлардроттинген».

### Другие имения
Помимо упомянутых владений, Биллингс владел поместьем площадью 5 тысяч акров на реке Джеймс в Вирджинии под названием Curles Neck Farm, приобретённым в 1913 году и преобразованным в одно из лучших хозяйств страны по разведению породистых лошадей. Ещё одно владение было расположено в Колорадо-Спрингс, штат Колорадо, а летний домик находился в Лейк-Джинива, штат Висконсин.
Переезжая в Санта-Барбару, Калифорния, в 1917 году, Биллингс построил виллу «Асмоброса» в горах, разрушенную землетрясением в середине 1930-х годов. Позднее он выстроил поблизости меньшее жилище.

## Последние годы
В 1911 году Биллингс возглавил совет директоров компании Union Carbide and Carbon Company, основанной при его участии, оставаясь на посту председателя вплоть до смерти в 1937 году. После смерти матери в 1913 году состояние Биллингса оценивался в 30 миллионов долларов, эквивалентных 954 миллионам долларов в 2024 году. Согласно некоторым источникам, он входил в пятерку богатейших американцев того времени.
Будучи членом Турф энд Филд Клуба в Белмонт-Парке, Биллингс считался владельцем самого быстрого жеребца, кобылы и мерина мира. Он также частично владел победившей на Кентуккийском Дерби лошадью Омар Хайям. Помимо прочего, он был основным инвестором ипподрома Биллингс Паркс в Мемфисе, Теннесси, закрытого вследствие введения законов против ставок. В какой-то период Биллингс приобрёл контрольный пакет акций Ассоциации заводчиков Кентукки, спасая её от банкротства.
Переехав в Калифорнию в 1917 году, Биллингс сохранял право собственности на поместье «Фарнсворт» на Лонг-Айленде, где содержались некоторые из его лошадей. Остальные животные находились в Кливленде, Огайо.

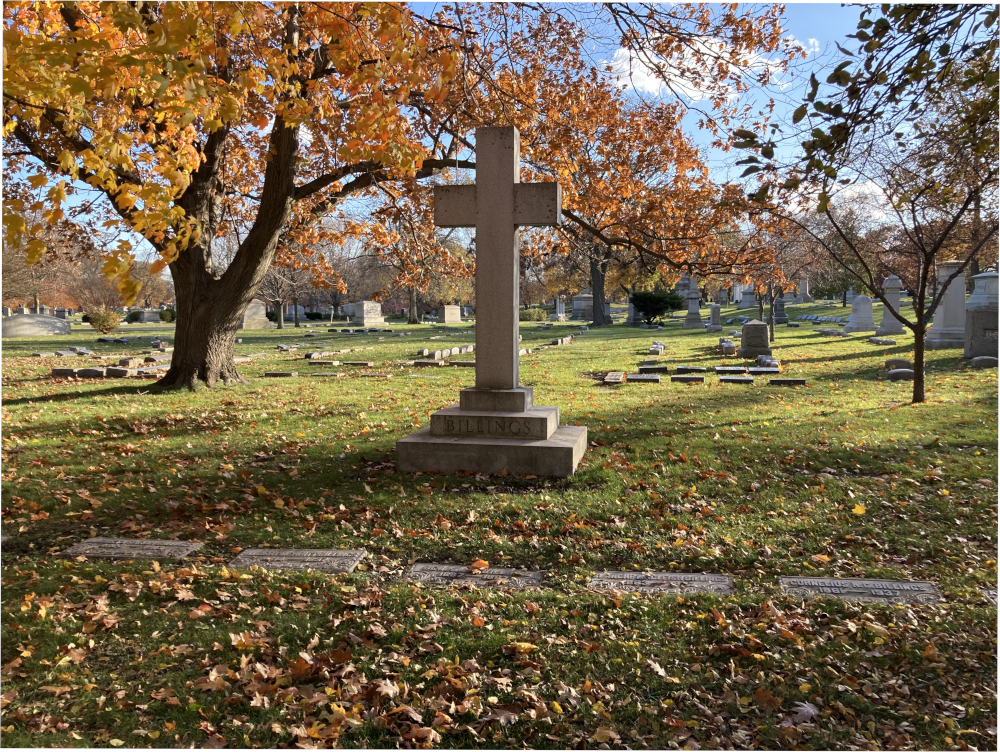
Надгробие Биллингса на кладбище Грэйслэнд.

В 1926 году Биллингс распродал свою коллекцию произведений искусства, включающую картины Жана-Шарля Казена, Камиля Коро, Джона Кроума, Шарля-Франсуа Добиньи, Жюля Дюпре, Шарля Жака, Жана-Франсуа Милле, Теодора Руссо, Константа Труайона и Феликса Зиема, выручив 401 тысячу долларов. В 1928 году он заработал ещё четыре миллиона долларов, продав Джонсон-билдинг, расположенный на Ист-Стрит от Брод-стрит до Нью-стрит. Вместе с группой инвесторов Биллингс вложился в строительство отеля «Пьер» в Манхэттене, открытого в 1930 году.
За десять лет до смерти здоровье Биллингса ухудшилось, и 3 мая 1937 года он серьёзно заболел. Через три дня, 6 мая, он скончался от пневмонии на своём ранчо в Санта-Барбаре. До самой смерти Биллингс продолжал занимать должность председателя правления Union Carbide Carbon Company и характеризовался как один из богатейших жителей Америки и самый щедрый благотворитель Сан-Франциско. Похороны состоялись в Санта-Барбаре 8 мая, похоронен он был на кладбище Грейслэнд в Чикаго.
О нём говорили как о скромном и добродетельном человеке:
По натуре мистер Биллингс был человеком тихим, застенчивым, сторонящимся публичности, кроме случаев, когда он управлял или ездил на одной из своих лошадей на гонках, всегда одевался сдержанно и старался оставаться незаметным. Он чувствовал себя счастливым среди узкого круга близких друзей... Был вернейшим другом и редко отзывал своё расположение, если оно однажды было даровано. Его благодеяния и подарки были бескорыстны, и именно в них он находил истинное удовольствие. Всегда демократичный, приветливый и совершенно лишённый высокомерия, он был замечательным и прекрасным человеком во всех ситуациях и обстоятельствах.